# كاميلا ريتر يول
كاميلا ريتر يول (بالدنماركية: Kamilla Rytter Juhl)‏ (ولدت في 23 نوفمبر 1983) هي لاعبة كرة ريشة دولية محترفة متقاعدة دنماركية. أعلنت اعتزالها في يوليو 2018، بسبب كونها حاملا.

## المسيرة الرياضية

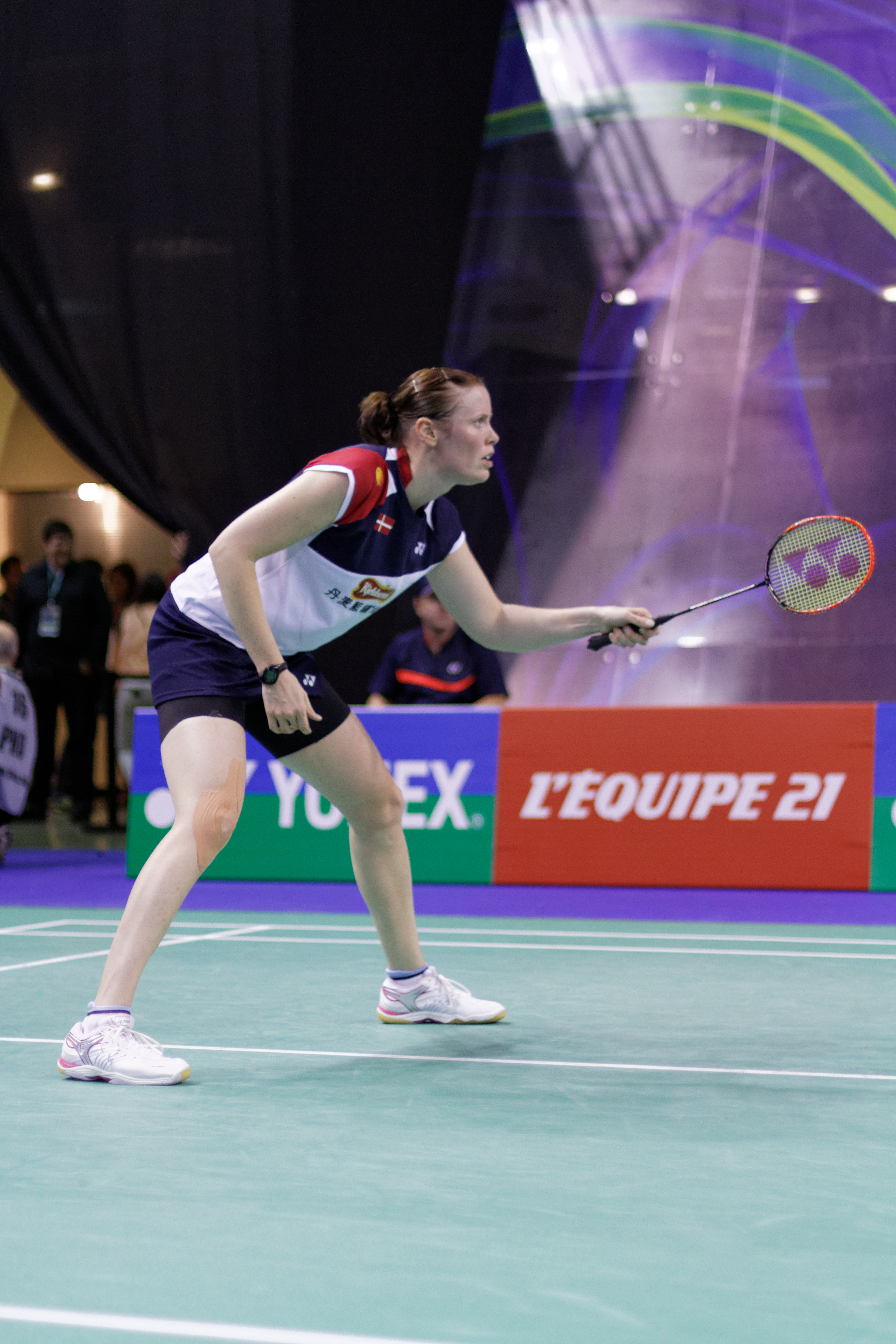
كاميلا ريتر يول في عام 2013

أسلوب لعب ريتر يول هو اختصاص الثنائي الأيسر.
تمتّعت ريتر يول بمشوار رياضي ناجح كثنائي مختلط مع توماس لايبورن، فقد فازت ببطولة العالم لكرة الريشة لعام 2009 ولقبين أوروبيين في عامي 2006 و 2010. كما فاز الثنائي في نهائيات بطولة العالم لكرة الريشة سوبرسيرييس في عام 2008، وفازا بما مجموعه اثنين من ألقاب سوبرسيرييس.
بعد تقاعد لايبورن، لعبت ريتر يول كثنائي مختلط مع مادس بيلر كولدينغ، وحل الاثنان في المركز الثاني في بطولة أوروبا 2014، وبعد خسارتهما أمام زميليهما الدنماركييين كريستينا بيدرسن ويواخيم فيشر نيلسن في المباراة النهائية.
وفي منافسات الثنائي للسيدات، تشاركت ريتر يول مع لينا فيريري كريستيانسن، ووصل الثنايي إلى المركز الثامن في التصنيف العالمي، وفازا بالميدالية البرونزية والميدالية الذهبية في البطولات الأوروبية، ووصلا إلى نهائيات سوبرسرييس العالمية في عام 2009.
من عام 2010 إلى عام 2018، تشاركت ريتر يول مع كريستينا بيدرسن. بينما ركزت كلا الرياضيتين أيضا على التنافس مع شركائهم في الثنائي المختلط، في عام 2016 غيرت يول لتتنافس حصرا في الثنائي للسيدات. فاز الثنائي بميدالية فضية في بطولة العالم عام 2015، وميدالية برونزية في بطولة غوانزو العالمية عام 2013 وبطولة العالم عام 2016. فازت كل من ريتر يول وبيدرسن بأربعة ألقاب ثنائي للسيدات في البطولات الأوروبية، ونهائي واحد في بطولة سوبرسيرييس العالمية، وخمسة ألقاب سوبر سوبرسيرييس، وحصلتا على المرتبة ال2 في التصنيف العالمي في قمة مشوارهما الرياضي. كما فاز هذا الثنائي بميدالية فضية في أولمبياد ريو 2016، وبذلك أصبحا أول ثنائي أوروبي يتنافس في نهائي ثنائي للسيدات في الأولمبياد.
أعلنت اعتزالها في يوليو 2018، بسبب كونها حاملا.
مثلت ريتر يول فريق سكوفشوفيد في دوري كرة الريشة الدنماركي وتعيش في كوبنهاغن مع شريكتها كريستينا بيدرسن، حيث تدربت مع المنتخب الوطني. خارج ملعب كرة الريشة، حصلت ريتر يول على شهادة في الإدارة الرياضية.

## الحياة الخاصة
ريتر يول مثلية الجنس بشكل علني.
كتبت ريتر يول وشريكتها بيدرسن سيرة ذاتية بمساعدة من الصحفي راسموس م. بي، بعنوان الشراكة الفريدة (بالدنماركية: Det Unikke Makkerskab)‏ في الدنمارك في أكتوبر 2017. في الكتاب، لا يخبر الشريكتان فقط عن حياتهما كلاعبتي كرة الريشة الدولي، بل أيضا عن حياتهما معا خارج الملعب، كونهما في علاقة غرامية منذ عام 2009.

## روابط خارجية
- كاميلا ريتر يول على موقع BWF.tournamentsoftware.com (الإنجليزية)
- كاميلا ريتر يول على موقع BWFbadminton.com (الإنجليزية)
- كاميلا ريتر يول على موقع اللجنة الأولمبية الدولية (الإنجليزية)
- كاميلا ريتر يول على موقع أوليمبيديا (الإنجليزية)